# Frans Bernhard Stenbäck

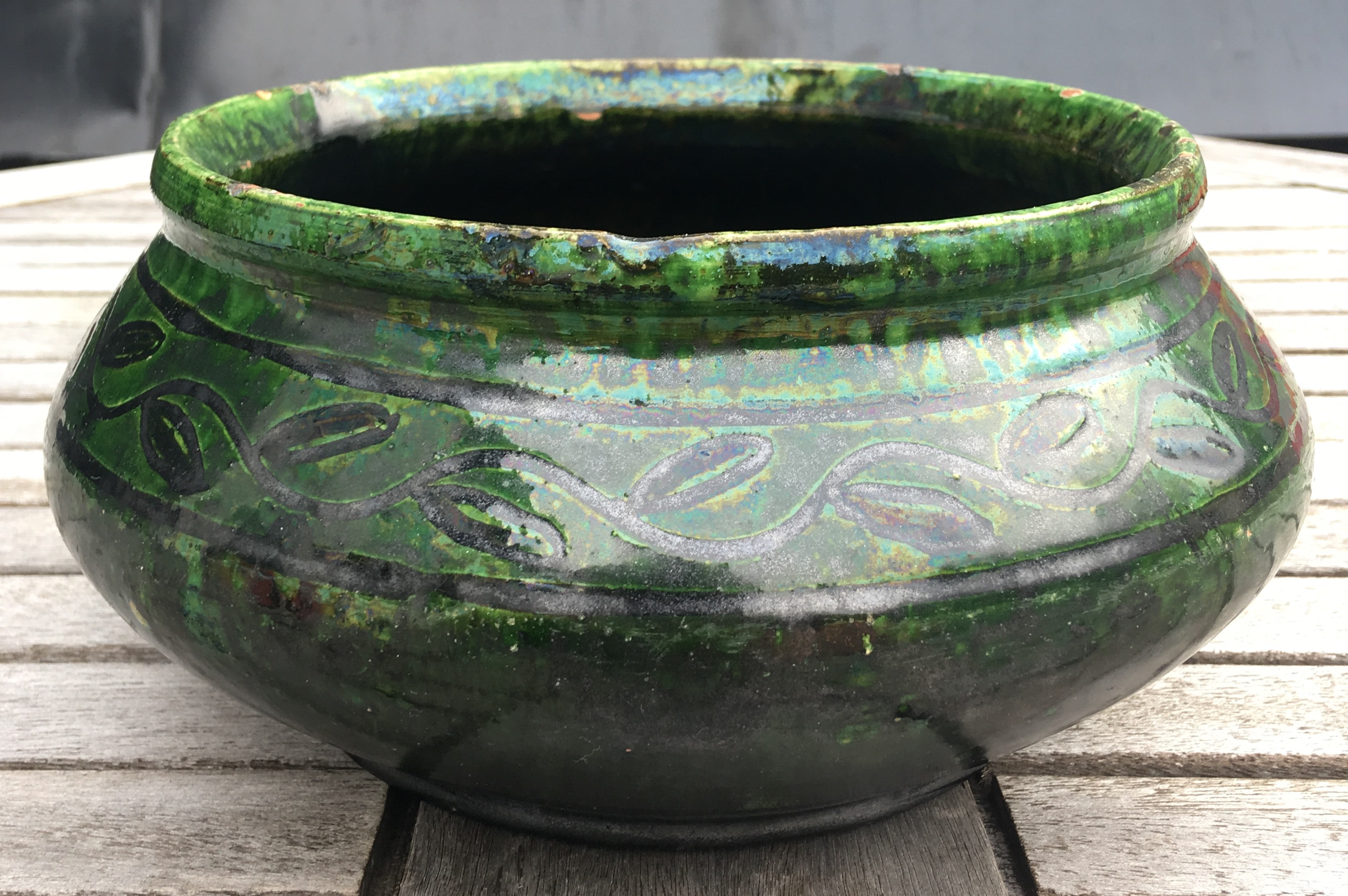
Ytterfoder av Frans Bernhard Stenbäck

Frans Bernhard Stenbäck, född 25 juli 1858 i Trelleborg, död 1 oktober 1921, var en svensk keramiker.

## Biografi
FB Stenbäck föddes i Trelleborg som son till krukmakare Carl-August Stenbäck. Vid 26 års ålder började han arbeta som krukmakare i sin fars verkstad på Västergatan i Trelleborg, och 1888 valdes han in i Trelleborgs Hantverksförening. Han är känd för sin konstkeramik i karaktäristiskt koppargrön glasyr, inspirerad av Jugendstilens ideal, som han arbetade med fram till sin död 1921. Stenbäck är begravd på Västra kyrkogården i Trelleborg.

## Utställningar
FB Stenbäck deltog vid Allmänna konst- och industriutställningen 1897, Konstindustriutställningen 1909 och Baltiska utställningen 1914 med olika prydnadskärl.